# Мулопо Кудімбана
Мулопо Кудімбана (фр. Mulopo Kudimbana; нар. 21 січня 1987, Брюссель, Бельгія) — конголезький футболіст, воротар національної збірної Демократичної Республіки Конго та бельгійського клубу «Антверпен».

## Клубна кар'єра
У дорослому футболі дебютував 2006 року виступами за команду клубу «Юніон», в якій провів чотири сезони, взявши участь у 90 матчах чемпіонату. Більшість часу, проведеного у складі «Юніона», був основним голкіпером команди.
Своєю грою за цю команду привернув увагу представників тренерського штабу клубу «Андерлехт», до складу якого приєднався 2010 року. Відіграв за команду з Андерлехта наступний сезон своєї ігрової кар'єри.
2011 року уклав контракт з клубом «Серкль», у складі якого провів наступний рік своєї кар'єри гравця. 
Протягом 2012—2014 років захищав кольори команди клубу «Остенде».
З 2014 року знову, цього разу один сезон захищав кольори команди клубу «Андерлехт». 
До складу клубу «Антверпен» приєднався 2015 року.

## Виступи за збірні
2007 року залучався до складу молодіжної збірної Бельгії. На молодіжному рівні зіграв в одному офіційному матчі.
2008 року дебютував в офіційних матчах у складі національної збірної Демократичної Республіки Конго.
У складі збірної був учасником Кубка африканських націй 2015 року в Екваторіальній Гвінеї, Кубка африканських націй 2017 року у Габоні.

## Титули і досягнення
- Бронзовий призер Кубка африканських націй: 2015